# 多花龙胆
多花龙胆（学名：Gentiana striolata）为龙胆科龙胆属的植物，为中国的特有植物。分布在中国大陆的四川等地，生长于海拔3,700米至4,600米的地区，一般生长在高山草甸、灌丛草甸以及山坡潮湿处，目前尚未由人工引种栽培。